# 栄永英幸
栄永 英幸（えいなが ひでゆき、1966年11月18日 - ）は、日本のテレビプロデューサー、株式会社パッション代表取締役社長。和歌山県海南市出身。

## 人物
智辯学園和歌山高等学校、佛教大学社会学部卒業。高校在学時には野球部、大学在学時にはスキー部に所属し、インカレや国体にも出場した。
大学卒業後、1989年に株式会社マイプランに入社。同社でスポーツ番組、情報番組、ドキュメンタリー、バラエティ番組の演出を数多く手掛けた後、2007年10月に株式会社パッションを設立した。現在ではテレビプロデューサーのほか、イベントプロデューサーとしても活動中。

## 主な担当番組
<プロデューサー>
- Going!Sports&News(日本テレビ)
- 未来シアター(日本テレビ)
- NEWS ZERO → news zero キャスターのコーナー(日本テレビ)
- Dramatic Game 1844(日本テレビ)
- アスリートの輝石(BS日テレ)
- 未来へのカタチ(BS日テレ)
- サル者(BS日テレ)
- Fリーグダイジェスト(BS日テレ)
- 荒川静香のフレンズハート(日テレプラス)
- The Moments-北京へと続く瞬間-(日本テレビ)
- がんばれ☆ニッポンのスポーツ人〜夢をささえる食卓〜(BS日テレ)
- ピラメキーノ(テレビ東京)
- 素顔の上村愛子 再出発に完全密着（日本テレビ）
- The Moments-北京へと続く瞬間- （日本テレビ）
- 徳光&所の世界記録工場（日本テレビ）
- 全国高校サッカー選手権大会総集編 最後のロッカールーム（日本テレビ）
- 24時間テレビ 「愛は地球を救う」 津軽海峡縦断リレー(日本テレビ)
- 24時間テレビ 「愛は地球を救う」 津軽海峡縦断リレーリベンジ(日本テレビ)
- 24時間テレビ 「愛は地球を救う」 盲目の少女がトライアスロンに挑戦(日本テレビ)
- 24時間テレビ 「愛は地球を救う」 石川遼 子どもたちへの特別授業(日本テレビ)
- 24時間テレビ 「愛は地球を救う」 義足の少女が縄文杉に会いに行く〜屋久島登山〜(日本テレビ)
- 中居正広の7番勝負!超一流アスリートVS芸能人どっちが勝つの?SP(日本テレビ)
- 徳光&中居の豪快年忘れ! 超一流アスリート大感謝祭!(日本テレビ)
- 徳光&所の復活えらい人グランプリ・15年分の偉人SP(日本テレビ)
- 芸能人ウワサの美人妻 顔出し解禁100連発スペシャル(日本テレビ)
- SPORTS★LEGEND クラブのワールドカップ開幕前夜に世界一の伝説決定SP(日本テレビ)
- 全国高校サッカー最後のロッカールーム(日本テレビ)
- アスリート達の涙(テレビ東京)
- アスリート感動劇場 〜1億の心に響く物語〜第1回〜第3回(テレビ東京)
- 衝撃のアノ人に会ってみた!(日本テレビ)
- 世のため人のため!すけっと呼んだら何人くるか?(日本テレビ)
- ヒロミ・みやぞんの明日すぐに友達になりたいアスリート アス友(中京テレビ)

<ディレクター>
- 独占!!スポーツ情報（日本テレビ）
- 王者の聖地(日本テレビ)
- 本気顔面(日本テレビ)
- スーパーテレビ情報最前線 「父は俺が見届ける 長嶋茂雄アテネへの道」「長嶋茂雄 復活を支えた父子物語」(日本テレビ)
- NISSAN FUGA Presents 世界を駆けるヒーロー達(日本テレビ)
- 長嶋一茂のわがまま世界旅 I, II, III
- 謎を解け!まさかのミステリー(日本テレビ)